# Glyphoclonus miripennis
Glyphoclonus miripennis är en insektsart som beskrevs av Karsch 1896. Glyphoclonus miripennis ingår i släktet Glyphoclonus och familjen gräshoppor. Inga underarter finns listade i Catalogue of Life.